# Парасковеевский сельский совет
Парасковеевский сельский совет — входит в состав Кегичевского района Харьковской области Украины.
Административный центр сельского совета находится в селе Парасковия.

## История
- 1932 — дата образования.

## Населённые пункты совета
- село Парасковия